# William John Donaldson
William John Donaldson (nascut el 24 de setembre de 1958 a Los Angeles) és un jugador i escriptor d'escacs estatunidenc, que té el títol de Mestre Internacional des de 1983. És Àrbitre Internacional d'escacs des de 2008.
Tot i que està inactiu des de març de 2011, a la llista d'Elo de la FIDE d'octubre de 2014, hi tenia un Elo de 2390 punts, cosa que en feia el jugador número 169 dels Estats Units. El seu màxim Elo va ser de 2460 punts, a la llista de gener de 2004 (posició 811 al rànquing mundial).

## Biografia
A banda de ser jugador i escriptor d'escacs, en Donaldson també ha realitzat activitats d'organitzador, àrbitre, periodista, i federatiu, sempre en l'àmbit dels escacs. Ha estat el capità de l'equip estatunidenc en sis Olimpíades d'escacs, des de 1986 a 1996.
El 1990, fou elegit membre del consell de la Federació d'escacs dels Estats Units, i va esdevenir també editor de la revista Inside Chess, publicada per en Yasser Seirawan.
Després que la revista tanqués, es va traslladar a San Francisco, on va dirigir les activitats escaquístiques del San Francisco Mechanics Institute. S'ha especialitzat a escriure llibres d'escacs, i específicament biografies de personatges històrics en aquest àmbit.
El 9 de desembre de 2006, en Donaldson fou nomenat President de la zona USA de la FIDE, en substitució de Robert Tanner, que havia renunciat al càrrec.

## Resultats destacats en competició
Els anys 2002 i 2003 es va classificar per jugar el Campionat d'escacs dels Estats Units. Ha aconseguit dues normes de GM, a Lindsborg 2002 i a Stratton Mountain 2003.

## Llibres
- The Life and Games of Frank Anderson. Moravian Chess, 2009 ISBN 978-80-7189-608-1
- Elmars Zemgalis: Grandmaster without the title. ISBN B0006RZ3N6
- Olaf Ulvestad: An American original. ISBN 1-888710-11-X
- Legend on the Road (sobre el tour de simultànies de Bobby Fischer el 1964) ISBN 1-879479-15-X
- Donaldson, John; Tangborn, Eric. The Unknown Bobby Fischer (en anglès).  Seattle: International Chess Enterprises, 1999. ISBN 1-879479-85-0.
- Donaldson, John. Alekhine in Europe and Asia (en anglès), 1993. ISBN 1-879479-12-5.
- Donaldson, John; Minev, Nikolay; Seirawan, Yasser. Alekhine in the Americas (en anglès), 1992.
- Donaldson, John; Minev, Nikolay. Akiba Rubinstein: Uncrowned King.  International Chess Enterprises, 1994. ISBN 1-879479-19-2.
- Donaldson, John. Essential Chess Endings for Advanced Players.  Chess Digest, 1995. ISBN 0-87568-263-4.
- Accelerated Dragons, 1998, Everyman Chess. (amb Jeremy Silman).